# Handelsdok

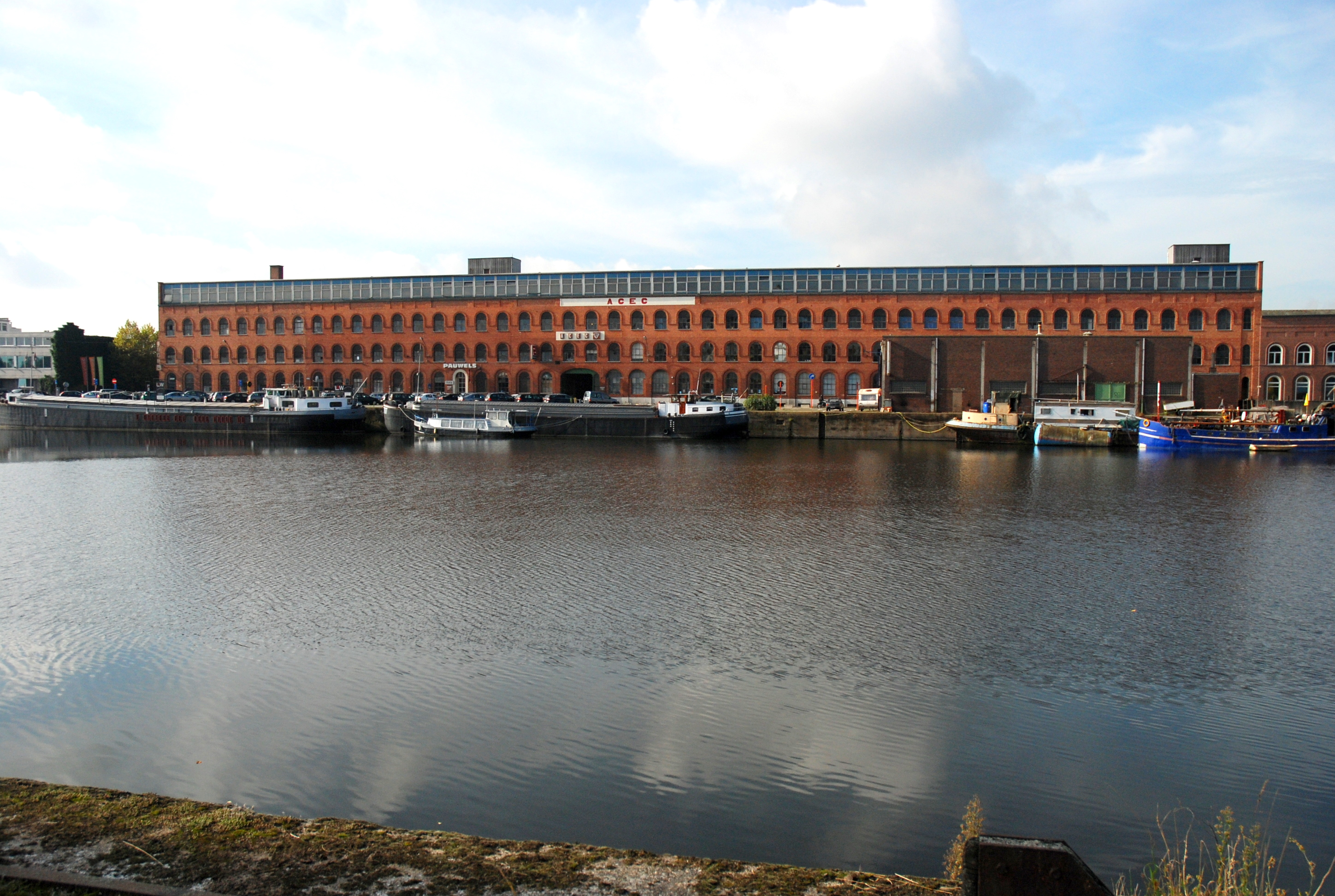
Het Handelsdok

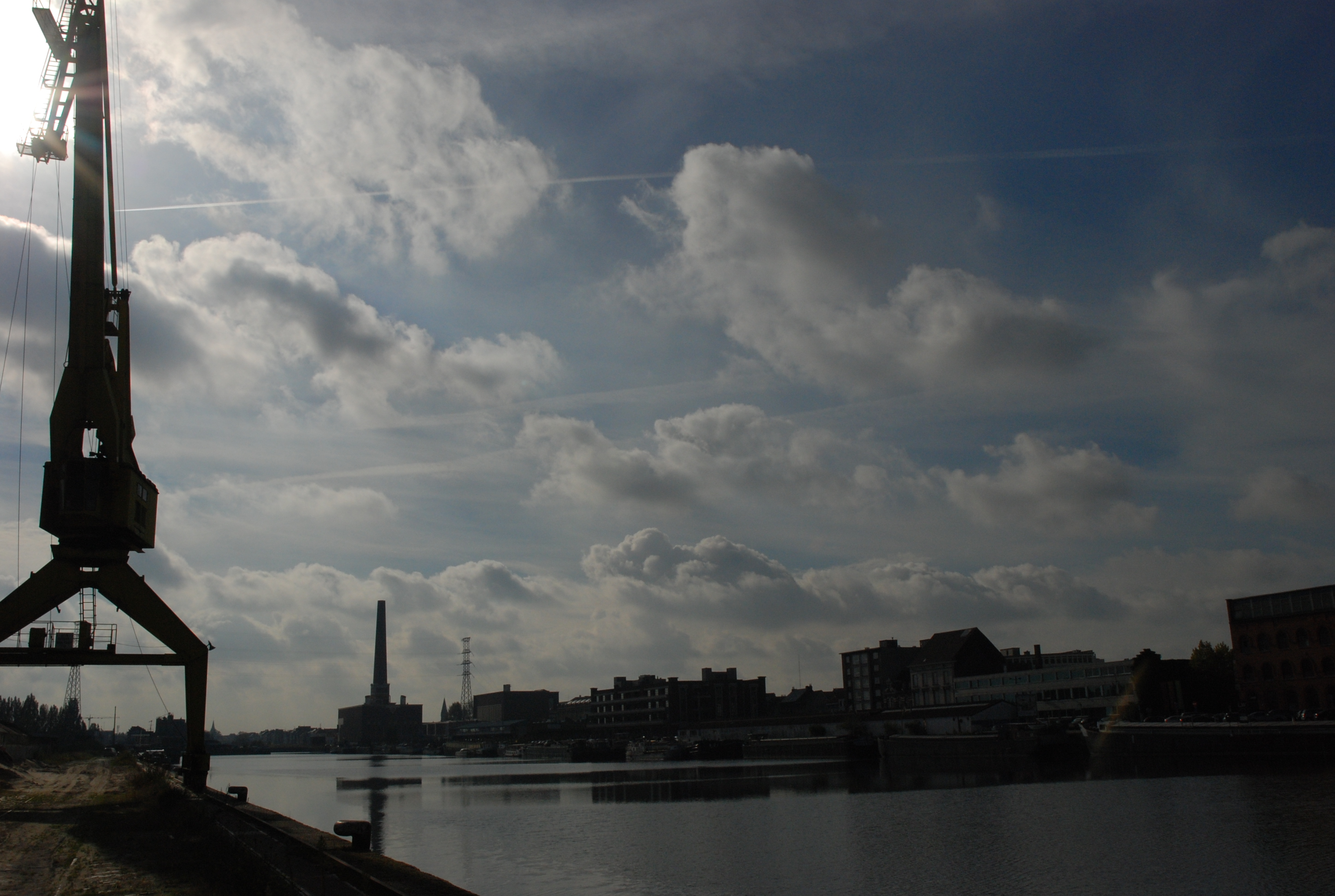
Het Handelsdok

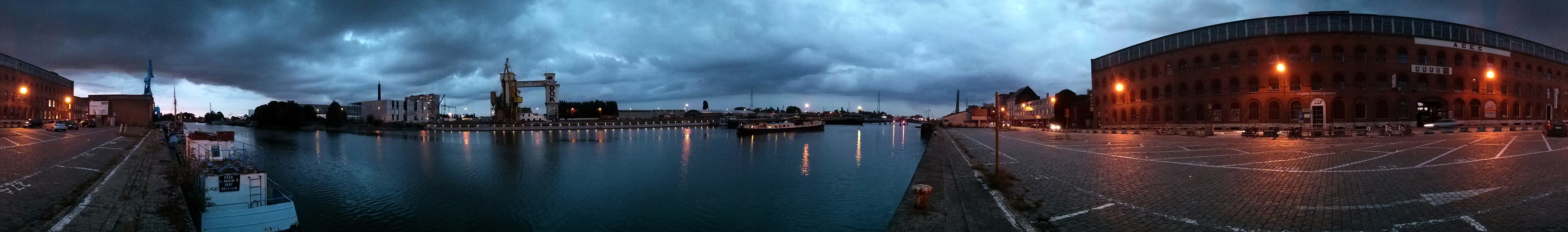
Het Handelsdok

Het Handelsdok is een van de oudste dokken van de haven van Gent, samen met het Houtdok en het Achterdok. Het werd in 1829 aangelegd, samen met het Achterdok, net vóór België zich in 1830 losscheurde van het Verenigd Koninkrijk der Nederlanden. Het zuidelijkst gelegen deel heet het Achterdok, en is met de binnenstad en de Portus Ganda verbonden via een zwaaikom en de Napoleon de Pauwvertakking.

## Geschiedenis
Koning Willem I besliste in 1823 om de Sassevaart tot in Terneuzen te verlengen - het kanaal Gent-Terneuzen - zodat Gent via de Westerschelde opnieuw toegang kreeg tot de zee. Van 1830 tot 1841 was er geen vaart door het kanaal van Gent naar Terneuzen, aangezien Nederland de Westerschelde afsloot. Ter hoogte van Zelzate plaatste de Belgische generaal Niellon palen in het water om te voorkomen dat schepen Gent zouden bereiken. Het kanaal verzandde. Pas in 1841, nadat de vaart terug was uitgebaggerd, ontstond weer scheepvaart via het kanaal.
Tegen het einde van de 20e eeuw verlegde de havenactiviteit zich meer naar het noorden. De schepen werden te groot voor de oude dokken en onder meer het Kluizendok is aangelegd om grote schepen te ontvangen. In het begin van de 21e eeuw bestudeert men de mogelijkheid om dit oude havengedeelte om te vormen tot woongebied. Het station Gent-Dampoort ligt vlakbij.

## Project Oude Dokken

### Fietsbruggen
Anno 2012 werd de bouw van drie fiets- en voetgangersbruggen in het vooruitzicht gesteld. De twee langste bruggen (110 meter) overbruggen het Handelsdok, één brug in het verlengde van de Kraankinderstraat, de andere bij het voormalig gebouw van ACEC aan de Doornzelestraat. De kortste brug (ongeveer 30 meter), dichtst bij de Dampoort, over het Achterdok, komt in het verlengde van de Metselaarsstraat, naast de elektriciteitscentrale van de Ham.

#### Bataviabrug
In 2012 werd de eerste fietsbrug geopend, de Bataviabrug.

#### Matadibrug
Voor de tweede fietsbrug over het Handelsdok, met de naam Matadibrug, heeft de Vlaamse overheid in 2019 de vergunnings- en contractfase gestart, In april 2021 werd gemeld dat de vergunning ingediend werd, en dat de werken nog dat jaar zouden kunnen starten. Dit betreft een brug van dezelfde lengte en uitzicht als de Bataviabrug, maar dan vast. Uiteindelijk startten de werken begin 2023 en werd de brug feestelijk geopend op 16 december 2023.